# Глещава

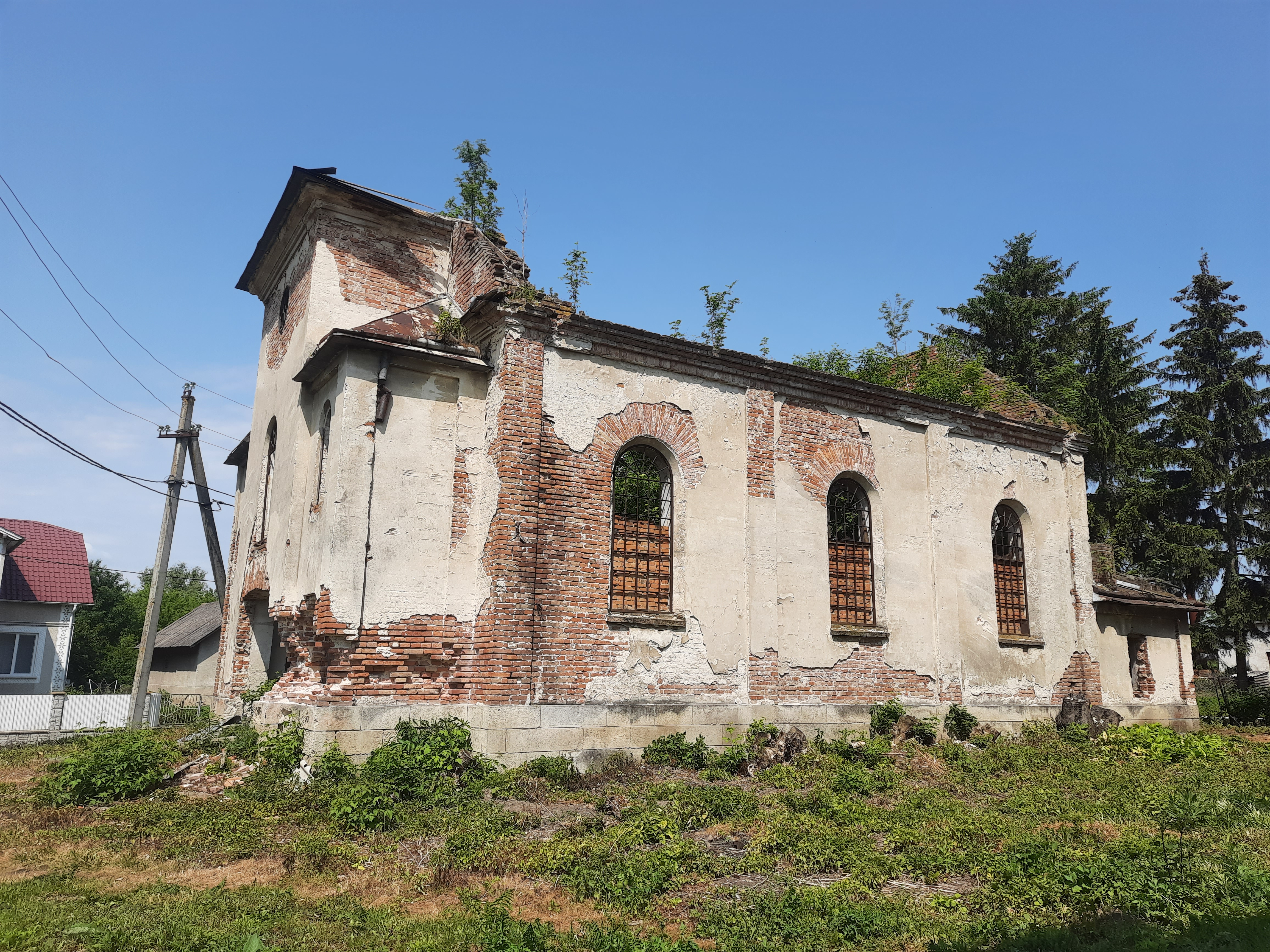
Костел Непорочного Зачаття Пресвятої Діви Марії (1907 - 1913)

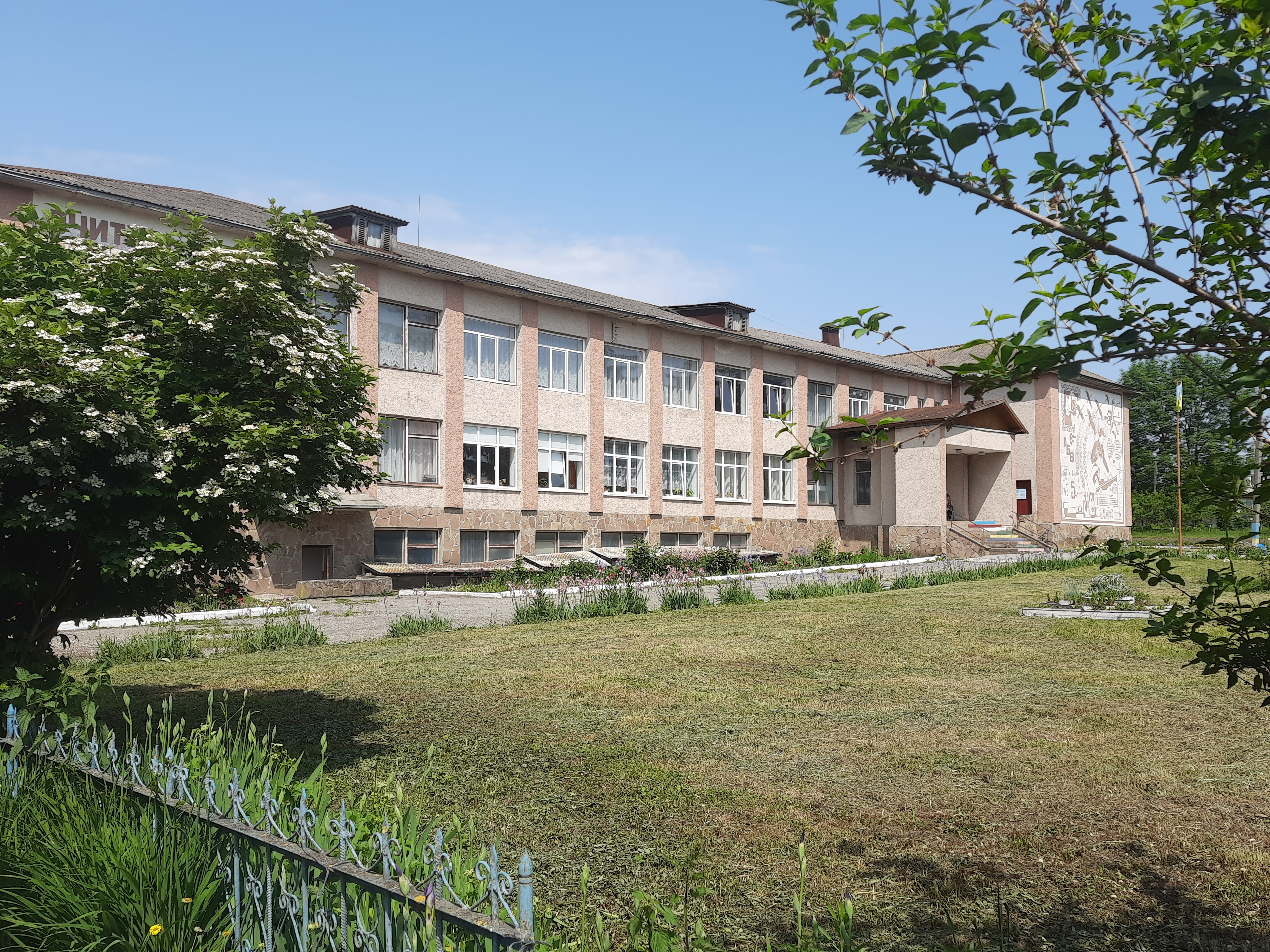
Школа.

Глещава́ — село в Україні, у Іванівській сільській громаді Тернопільського району Тернопільської області.
При Глещаві були хутори Стадниця та Мазури, виключені з облікових даних у зв'язку з переселенням жителів — Поляків-автохтонів післа Другої світової війни на захід Польщі. На місці хутора Стадниця — став, територія Мазурів розорана.
Від вересня 2015 року ввійшло у склад Іванівської сільської громади.
Розташоване на березі потічка Тарча. Населення — 811 осіб (2003).

## Населення

### Мова
Розподіл населення за рідною мовою за даними перепису 2001 року:
| Мова       | Кількість | Відсоток |
| ---------- | --------- | -------- |
| українська | 777       | 99.74%   |
| російська  | 2         | 0.26%    |
| Усього     | 779       | 100%     |

## Історія

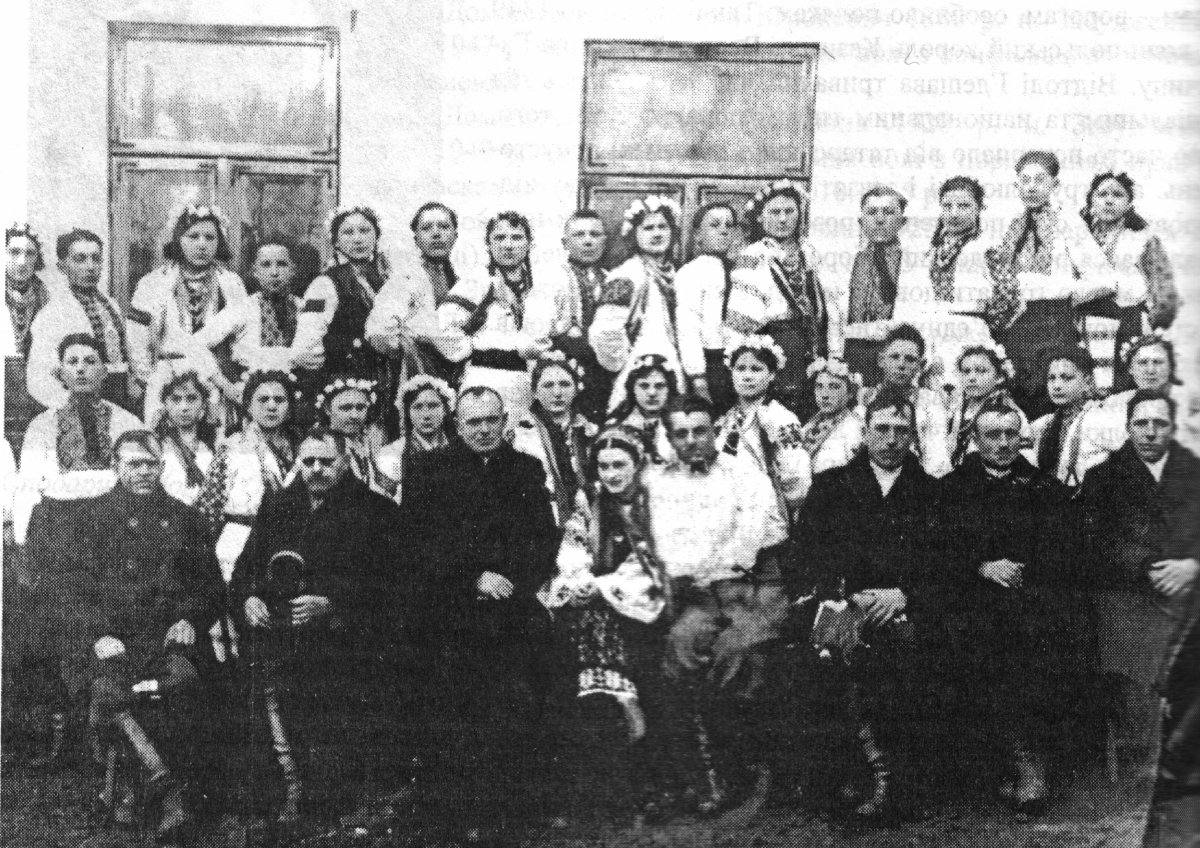
Хор «Просвіти» Глещави 1937 року

На території сучасної Глещави уже давно існують поселення людей. Про це свідчать матеріальні і культурні рештки давнього побуту, зокрема бронзові знаряддя праці, керамічні вироби, глиняний посуд знайдені археологами тут. Розкопано курганне поховання в кам'яної гробниці, де знайдено скляний посуд 2-3 ст.
Перша писемна згадка — 1349 року, згідно з книгою Яна Байгера «Повіт Теребовлянський».
У Княжий період за словами історика Теребовлянщини М. Голубця Глещава залишалася форпостом Теребовлі, була сильно укріплена глибокими ровами і окопами, що разом зі ставами творили сильну оборонну лінію, особливо зі сходу. Українські князі, особливо князь Василько завжди дбали за Глещаву, оскільки у обороні столиці князівства — Теребовлі воно мало надзвичайно важливе значення.
Проте у 1349 році територія Галичини разом з Глещавою перейшла до влади Польщі, що значно уповільнило розвиток поселення. Крім того, село часто потерпало від різних нападів татар і турків, проте після значних руйнувань знову швидко відновлювалося, оскільки цьому сприяли працьовиті селяни.

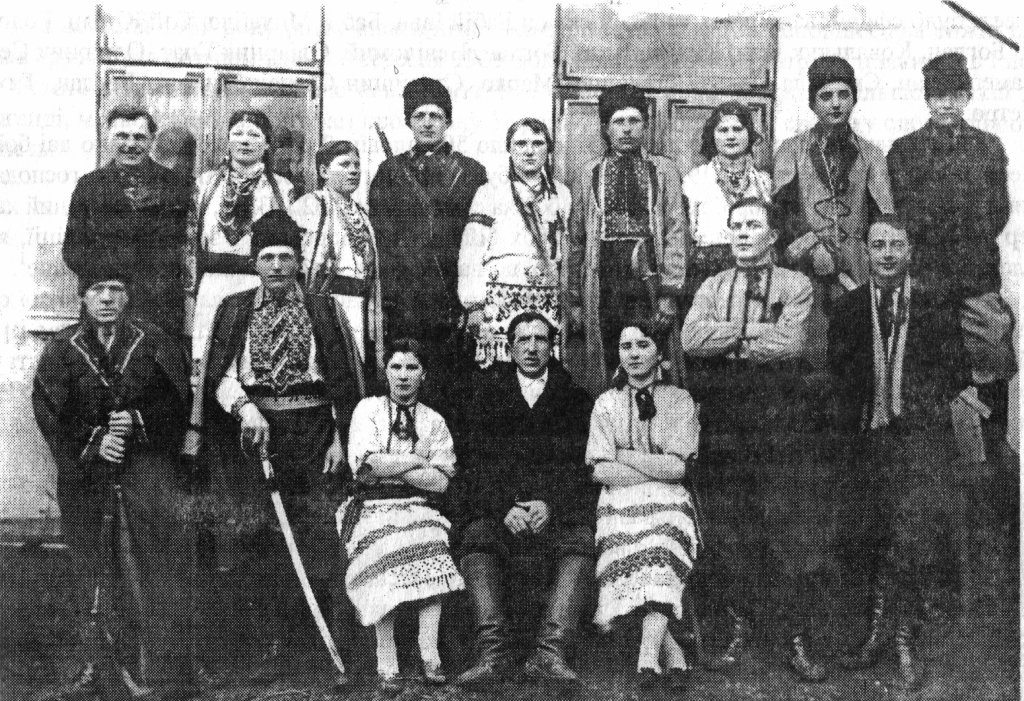
Драматичний колектив організований Іваном Пакушем. 1936 рік

У період знаменитого повстання під проводом Северина Наливайка проти польського панування, козацькі війська проходили через Глещаву, що спонукало селян приєднуватись до повстанських загонів. Крім того, існують перекази, що під час Хмельниччини декілька хлопців з Глещави брали участь у визвольній війні, зокрема із роду Стечишиних та інших.
Під час польсько-турецької війни село було багаторазово спалене: у 1667, 1672, 1673, 1684, 1688 років.

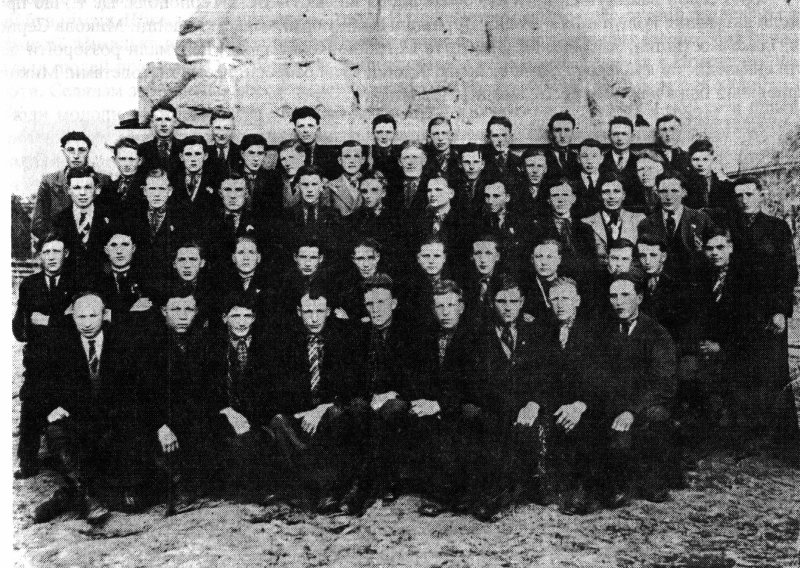
Члени товариства «Луг» села Глещава

У 1772 році Глещава, як і вся Галичина входить до складу Австрійської імперії внаслідок поділу Речі Посполитої.
Першу українську школу в Глещаві було створено за сприяння Степана Самця в 1850 року, що був послом до сейму.
У 1897 році внаслідок пожежі згоріло 80 господарств. Від 1903 у Глещаві був жіночий монастир святого Йосифа.
Значну роль у формуванні національної свідомості селян мали товариство «Просвіта»)заснованен тут в 1868 р.), товариство січ (створене тут у 1905 р.) та інші.
Після проголошення у Львові ЗУНР 1 листопада 1918 року, у Глещаві українську владу очолив Подедворний Михайло.
14 лютого 1945 в Глещаві відбувся бій між загонами УПА (20 чоловік) та Радянської Армії (близько 300 чоловік), загинуло 14 повстанців. 7 березня 1945 польська боївка під проводом Кошовського Казіка (Матевуша) вчинила розправу над українським населенням Глещави, було вбито жінку похилого віку та живим спалено 11-річного хлопця.
12 червня 2020 року, відповідно до розпорядження Кабінету Міністрів України № 724-р «Про визначення адміністративних центрів та затвердження територій територіальних громад Тернопільської області» увійшло до складу Іванівської сільської громади.
19 липня 2020 року, в результаті адміністративно-територіальної реформи та ліквідації Теребовлянського району, село увійшло до складу Тернопільського району.

## Мікротопоніми
Назви піль Глещави:
- Війтовина;
- Стадниця;
- Хороща[4].

## Політика

### Парламентські вибори, 2019
На позачергових парламентських виборах 2019 року у селі функціонувала окрема виборча дільниця № 610825, розташована у приміщенні будинку культури.
Результати
- зареєстрований 521 виборець, явка 72,74%, найбільше голосів віддано за «Слугу народу» — 28,00%, за «Європейську Солідарність» — 19,73%, за Радикальну партію Олега Ляшка — 10,93%.[5] В одномандатному окрузі найбільше голосів отримала Алла Стечишин (самовисування) — 38,01%, за Миколу Люшняка (самовисування) — 18,60%, за Ігоря Сопеля (Слуга народу) — 12,13%[6].

## Поширені прізвища
Бабій, Бернат, Блірняк, Бомок, Босяк,Варгачук, Галіберда, Гойшин, Головенко, Джумаґа, Дух, Козак, Кошовський, Крушельницький, Куштра, Леськів, Михайлюк, Оліарник, Подедворний, Самець, Сирник, Смільський, Соломон, Стецько, Стечишин, Табака, Урбанський, Шкварок, Шмельський, Ясінський.

## Релігія
- церква Святого Миколая (1897, кам'яна, УГКЦ),
- костел Непорочного Зачаття Пресвятої Діви Марії (1908),
- «фігура» святого Миколая (1861; відновлена 1998).

## Пам'ятники
Споруджено пам'ятники:
- воїнам-односельцям, полеглим у німецько-радянській війні (1978);
- на честь скасування панщини.

Встановлено меморіальну таблицю Мар'яну Крушельницькому, який тут проживав.
Пам'ятний знак святому Миколаю
Щойновиявлена пам'ятка історії.
Виготовлений з каменю-пісковику самодіяльними майстрами; встановлений 1861 року.
Стела — 0,75 м, постамент — 1,5×1×1 м, площа — 0,0036 га.

## Соціальна сфера
Діють загальноосвітня школа I—II ступенів, будинок культури, бібліотека, ФАП, ПАП «Топільче».

## Відомі люди

### Народилися
- художниця М. Ворончак.
- поет, перекладач Сидір Єзерський.
- педагог, краєзнавець, громадський діяч Мирослав Смалига.
- кандидат економічних наук Г. Марцінишин.
- кандидат технічних наук В. Смільський.
- редактор, видавець у Канаді М. Стечишин.
- письменник М. Стечишин.
- ректор Інституту імені Петра Могили Ю. Стечишин.
- кандидат економічних наук Г. Ціх.

### Померли
- Адам Рокицький — землевласник, дядько В'ячеслава Липинського